# Christensonia vietnamica
Christensonia  es un género monotípico con  una única especie de orquídeas epifitas. Christensonia vietnamica Haager, es originaria del sudeste de Asia.

## Descripción
Este es un género monopodial, endémico en Vietnam, con una sola especie que fue descrita en 1993. La planta es grande, y puede alcanzar los 25 cm de altura,  las flores son de color verde con borde blanco.
Es una orquídea de tamaño pequeño y mediano que prefiere el clima cálido, es monopodial y epifita con un tallo envuelto por vainas de textura coriácea. Florece  en una inflorescencia axilar, corta, con pocas flores de 3 cm de largo. La floración se produce en el verano.

## Distribución y hábitat
Un género recién descubierto y la especie se encuentra en Vietnam, en semi-caducos y bosques caducifolios de tierras bajas secas y bosques de sabana desde el nivel del mar  hasta los 700 metros.

## Taxonomía
Christensonia vietnamica fue descrita por Jiri R. Haager y publicado en Orchid Digest 57(1): 40. 1993.
Etimología
Christensonia: nombre genérico otorgado en honor del botánico estadounidense Eric A. Christenson.
vietnamica: epíteto geográfico que alude a su localización en Vietnam.